# August Kislat
August Kislat (* 28. September 1885 in Meschkruppen, Kreis Pillkallen; † 1941) war ein sozialdemokratischer Politiker im Memelgebiet.

## Leben
Kislats Vater war herrschaftlicher Kutscher. Er selbst besuchte die Volksschule, arbeitete anschließend als Schneidemüller und war schon früh in der Gewerkschaft, dem deutschen Holzarbeiterverband aktiv, wo er Vertrauensmann wurde. Am Ersten Weltkrieg nahm er als Soldat teil. Nach 1918 wurde er Gemeindevertreter, 1919 dann Kreisausschussmitglied in Heydekrug und schließlich Sekretär der Sozialdemokratischen Partei des Memelgebiets. Bis 1920 war er auch Abgeordneter des Ostpreußischen Provinziallandtages. 
Nach der Abtretung des Memelgebiets war Kislat Mitglied im Staatsrat und leitete den Landarbeiterverband. Im Zuge des Generalstreiks 1923 wurde er zeitweise inhaftiert. 
1925 zog er bei der Kreistagswahl als Spitzenkandidat der Sozialdemokratischen Partei in den Kreistag ein. Im gleichen Jahr wurde er auch Fraktionsvorsitzender der SPD im Memelländischen Landtag, dem Seimelis.